# العلاقات البحرينية البليزية
العلاقات البحرينية البليزية هي العلاقات الثنائية التي تجمع بين البحرين وبليز.

## مقارنة بين البلدين
هذه مقارنة عامة ومرجعية للدولتين:
| وجه المقارنة                                              | البحرين       | بليز         |
| --------------------------------------------------------- | ------------- | ------------ |
| المساحة (كم2)                                             | 765           | 22.97 ألف    |
| عدد السكان (نسمة)                                         | 1.49 مليون    | 374.68 ألف   |
| الكثافة السكانية (ن./كم²)                                 | 194.77 ألف    | 16.31        |
| العاصمة                                                   | المنامة       | بلموبان      |
| اللغة الرسمية                                             | اللغة العربية | لغة إنجليزية |
| العملة                                                    | دينار بحريني  | دولار بليزي  |
| الناتج المحلي الإجمالي (بليون دولار)                      | 35.31 مليار   | 1.84 مليار   |
| الناتج المحلي الإجمالي (تعادل القوة الشرائية) بليون دولار | 64.16 مليار   | 3.05 مليار   |
| الناتج المحلي الإجمالي الاسمي للفرد دولار أمريكي          | 22.60 ألف     | 4.88 ألف     |
| الناتج المحلي الإجمالي للفرد دولار أمريكي                 | 45.50 ألف     | 8.42 ألف     |
| مؤشر التنمية البشرية                                      | 0.824         | 0.715        |
| رمز المكالمات الدولي                                      | +973          | +501         |
| رمز الإنترنت                                              | .bh           | .bz          |
| المنطقة الزمنية                                           | ت ع م+03:00   | 00           |

## منظمات دولية مشتركة
يشترك البلدان في عضوية مجموعة من المنظمات الدولية، منها:
| علم المنظمة | اسم المنظمة                        | تاريخ انضمام البحرين | تاريخ انضمام بليز |
| ----------- | ---------------------------------- | -------------------- | ----------------- |
|             | يونسكو                             | 18 يناير 1972        | 10 مايو 1982      |
|             | وكالة ضمان الاستثمار متعدد الأطراف | 12 أبريل 1988        | 29 يونيو 1992     |
|             | الأمم المتحدة                      | 21 سبتمبر 1971       | 25 سبتمبر 1981    |
|             | الفريق المعني برصد الأرض           | ?                    | ?                 |
|             | الاتحاد البريدي العالمي            | ?                    | ?                 |
|             | البنك الدولي للإنشاء والتعمير      | 15 سبتمبر 1972       | 19 مارس 1982      |
|             | الاتحاد الدولي للاتصالات           | 1975                 | 16 ديسمبر 1981    |
|             | منظمة حظر الأسلحة الكيميائية       | ?                    | ?                 |
|             | مؤسسة التمويل الدولية              | 22 سبتمبر 1995       | 19 مارس 1982      |
|             | منظمة التجارة العالمية             | ?                    | ?                 |
|             | منظمة الشرطة الجنائية الدولية      | ?                    | ?                 |

## وصلات خارجية
- موقع وزارة الخارجية البحرينية
- موقع وزارة الخارجية البليزية